# Alaska Milk Corporation
Alaska Milk Corporation (сокр. AMC; ранее Holland Milk Products, Inc.) — филиппинская молочная компания со штаб-квартирой в Макати. Она была основана в 1932 году Уилфредом Уйтенгсу-старшим и Джорджем К. Янгом. Компания Alaska Milk Corporation является дочерним подразделением голландского молочного кооператива FrieslandCampina (ранее — Friesland Foods), который в 2012 году приобрёл контроль (98,1 %) компании у семьи основателей Уйтенгсу.
Несмотря на название, компания не имеет никакого отношения к американскому штату Аляска.

## История
Компания Holland Milk Products, Inc. (HOMPI) была основана в 1969 году Уилфредом Уйтенгсу-старшим и Джорджем К. Янгом. Это было совместное предприятие General Milling Corporation (GMC) и Holland Canned Milk International B.V. (ныне FrieslandCampina). Первый завод компании HOMPI в Сан-Педро, Лагуна, начал работу в сентябре 1972 года. Первоначально компания HOMPI выпускала сгущённое молоко, а позже в ассортимент бренда вошли сухое молоко и ультрапастеризованное молоко. В 1975 году акционером HOMPI стала компания Marikina Dairy Industries, Inc., а к 1978 году компания Marikina Dairy Industries, Inc. была приобретена компанией HOMPI у Австралийской молочной корпорации (Australian Dairy Corporation).
В 1994 году компания HOMPI была выделена из GMC и зарегистрирована как Alaska Milk Corporation (AMC) под контролем Уилфреда Уйтенгсу-старшего. Вскоре после своего создания AMC была зарегистрирована на филиппинской фондовой бирже (PSE) в 1995 году.
Уилфред Стивен Уйтенгсу-младший, старший сын Уилфреда-старшего, занял должность президента и генерального директора в 2007 году. Уйтенгсу-старший скончался в апреле 2010 года в возрасте 82 лет.
В 2007 году корпорация AMC приобрела бизнес по производству консервированных молочных продуктов у подразделения Nestlé Philippines. Приобретение включало в себя торговые марки Alpine, Liberty и Krem-Top, а также лицензии на товарные знаки (до 2021 года) для брендов Nestle Carnation и Milkmaid.
В 2012 году компания FrieslandCampina приобрела контрольный пакет акций AMC у семьи Уйтенгсу. 5 ноября того же года компания AMC была исключена из листинга PSE после того, как материнская компания FrieslandCampina завершила тендерное предложение по приобретению 98,1 % акций AMC. До этого компания FrieslandCampina владела 8,1 % акций AMC. Уилфред Стивен Уйтенгсу-младший являлся президентом и генеральным директором компании до конца 2018 года. С 2019 года Уйтенгсу является председателем компании.

## Бренды

### Текущие
- Alaska
- Alpine
- Cow Bell
- Friso
- Krem-Top
- Liberty

### Бывшие
- Carnation (2007—2021)
- Milkmaid (2007—2021)

## Спорт

### Alaska Aces
Компания Alaska владела командой Филиппинской баскетбольной ассоциацией (PBA) «Alaska Aces», которую она основала в 1986 году. 16 февраля 2022 года компания AMC объявила, что команда покинет PBA в конце Кубка губернаторов 2021 года из-за директивы её материнской компании FrieslandCampina. Аляска завершила свой последний турнир PBA поражением от NLEX Road Warriors в четвертьфинале. Сразу после финального матча, состоявшегося 19 марта 2022 года, состоялась короткая церемония, посвящённая выходу Аляски из PBA. 23 марта того же года компания PBA объявила о продаже Aces компании Converge ICT.

### Другие спортивные спонсорства
- Alaska Tri-Aspire Philippines (команда по триатлону)
- Alaska Power Camp (баскетбольные и футбольные лагеря развития)
- Аляска Айронкидс Филиппины (серия триатлона)
- Кубок Аляски по футболу (футбольный турнир)
- Jr. NBA/Jr. WNBA Philippines[14] (представляющий партнёр)